# Big Comic
Big Comic (яп. ビッグコミック биггу комикку) — один из ведущих в Японии журналов манги для мужчин (сэйнэн), публикуемый компанией Shogakukan. Журнал выходит с 1968 года, изначально как ежемесячное издание, а в настоящее время — дважды в месяц. В нём публикуется манга для взрослой аудитории, рассчитанная на людей среднего возраста.
Среди авторов Big Comic было много известных мангак, включая Осаму Тэдзуку (Ayako, Ode to Kirihito, Hidamari no Ki), Сётаро Исиномори (Sabu to Ichi Torimono Hikae), Сампэя Сирато (The Legend of Kamui), Фудзико Фудзио (Gekiga ObaQ, Mirai no Omoide), Кайдзи Кавагути (Eagle: The Making of an Asian-American President), Тэцуя Тиба (Notari Matsutaro). На обложке по традиции изображаются карикатуры известных лиц, нарисованные Сюити Хигураси.

## Тиражи
| Год   | 2004    | 2005    | 2006    | 2007    | 2009    |
| ----- | ------- | ------- | ------- | ------- | ------- |
| Тираж | 677,916 | 627,083 | 580,750 | 512,667 | 487,834 |

## Манга
- Akabee (Хироси Куроганэ)
- C-kyuu Salaryman Koza (Кэйсукэ Ямасина)
- Cruise: Ishi Yamada Kouhei Koukaishi (сюжет — Масао Ядзима, рисунок — Хироюки Кикута)
- Double Face (Фудзихико Хосоно)
- Galaxy Express 999 (Лейдзи Мацумото)
- Gin no Shippo (Синри Мори)
- Golgo 13 (Такао Сайто)
- Hana China (сюжет — Юдзи Ниси, рисунок — Синдзи Хикино)
- Kamuroba-mura e (Микио Игараси)
- Munakata Kyouju Ikouroku (Юкинобу Хосино)
- Ogon no Rafu: Sota no Stance (Цуёси Накадзима)
- Somu Busomuka Yamaguchi Roppeita (сюжет — Норио Хаяси, рисунок — Кэнъитиро Такаи)
- Taiyō no Mokushiroku (Кайдзи Кавагути)
- Sekuhara-kacho no Tsubuyaki (Тору Накадзима)
- Tsukiji Uogashi Sandaime (сюжет — Масахару Набэсима, рисунок — Мицуо Хасимото)